# حزام أورينوكو
حزام أورينوكو هو منطقة تقع في الشريط الجنوبي لحوض نهر أورينوكو الشرقي في فنزويلا والتي تحتوى على أكبر احتياطيات للنفط في العالم. اسمها بالاسبانية هو Faja Petrolífera del Orinoco (Orinoco Petroleum Belt).
يقع حزام Orinoco في Guárico وجنوب ولايات Anzoátegui وMonagas وDelta Amacuro ، ويتبع خط النهر. تبلغ مساحته حوالي 600 كيلومتر (370 ميل) من الشرق إلى الغرب، و 70 كيلومتر (43 ميل) من الشمال إلى الجنوب، وتبلغ مساحته حوالي 55,314 كيلومتر مربع (21,357 ميل2) .

## احتياطيات النفط
يتكون حزام أورينوكو من رواسب كبيرة من الخام الثقيل الإضافي. تبلغ رواسب النفط الثقيل في فنزويلا حوالي 1,200 بليون برميل (1.9×1011 م3)، الموجودة بشكل أساسي في حزام نفط أورينوكو، وتقدر أنها تعادل تقريبًا احتياطيات العالم من النفط الأخف. قدرت شركة Petróleos de Venezuela SA أن الاحتياطيات القابلة للإنتاج لحزام أورينوكو تصل إلى 235 بليون برميل (3.74×1010 م3)  مما يجعله أكبر احتياطي نفطي في العالم، متقدمًا بقليل على مصدر النفط غير التقليدي المماثل في رمال أثاباسكا النفطية، وقبل المملكة العربية السعودية  في عام 2009، زادت هيئة المسح الجيولوجي الأمريكية الاحتياطيات المقدرة إلى 513 بليون برميل (8.16×1010 م3) من النفط «القابل للاستخراج تقنيًا (المنتج باستخدام التقنيات المتاحة حاليًا والممارسات الصناعية)». لم يتم عمل تقدير لكمية النفط القابلة للاستخراج اقتصاديًا.
ينقسم حزام أورينوكو حاليًا إلى أربع مناطق استكشاف وإنتاج. هم: بوياكا (قبل ماشيتي)، جونين (قبل زواتا)، أياكوتشو (قبل هاماكا)، وكارابوبو (قبل سيرو نيغرو). تبلغ مساحة الاستكشاف الحالية حوالي 11,593 كيلومتر مربع (4,476 ميل2) .

## تطوير

### خطة استخراج الزيت 2005-2030
البيانات الواردة في هذا القسم مأخوذة مباشرة من صفحة ويب شركة النفط الوطنية الفنزويلية الرسمية.
تم وضع المبادئ الاساسية لسياسة الطاقة في فنزويلا حتى عام 2030 في «خطة استخراج الزيت» («خطة Siembra Petrolera»)، والتي تتضمن ستة مشاريع تنموية وتتكون من مرحلتين: واحدة يتم تنفيذها في الفترة 2005-2012، والأخرى، على أن يتم تطويره في المرحلة الثانية، 2012 و2030.
تتضمن خطة استخراج الزيت 2005-2012 ستة محاور أساسية:
1. مشروع احتياطي ماجنا: موجه نحو قياس احتياطيات النفط واعتمادها في حزام زيت أورينوكو. في عرض تقديمي قدمته PDVSA (عقده المدير إجناسيو لايريس) في المؤتمر السابع لابيك في بوينس آيرس، مارس 2001، تم إعطاء الاحتياطيات الفنزويلية المؤكدة 76 بليون برميل (1.21×1010 م3). من هذه الكمية 52 بليون برميل (8.3×109 م3) كان من النفط الثقيل أو الثقيل الإضافي، بما في ذلك 37 مليار احتياطي من الثقيل الزائدة في حزام أورينوكو (1 في Machete ، و15 في Zuata ، و6 في Hamaca و15 في Cerro Negro). يشير هذا إلى أن احتياطيات فنزويلا، وفقًا لـ PDVSA ، في عام 2001 كانت 39 بليون برميل (6.2×109 م3) باستثناء حزام أورينوكو.
2. مشروع أورينوكو : المسئول عن تطوير حزام أورينوكو. تم اختيار سبعة وعشرين مجمعًا للتطوير في إطار هذا المشروع بالتعاون مع شركات مختارة. نظرًا للموقع الاستراتيجي لخزان الهيدروكربونات، فإنه يعتبر ذا أهمية حيوية في تقليل مستويات الاكتظاظ في بعض أجزاء البلاد وتوفير العمالة المحلية. سيتم تطوير الخدمات والمساكن لضمان الاستغلال المناسب للنفط.
3. مشروع دلتا الكاريبي: سيتم دمج الغاز في إمدادات الطاقة في البلاد. يتابع هذا المشروع تطوير الغاز البحري في منصة Deltana قبالة ساحل شرق فنزويلا. تقع المزيد من التطورات في شبه جزيرة باراغوانا، إلى الشمال الغربي من البلاد.
4. الصقل: إن زيادة قدرة التكرير في فنزويلا هو أحد الأهداف الإستراتيجية لشركة PDVSA. تتعهد خطة بذر النفط بإنشاء مصافي جديدة: كابروتا (بسعة 400000 برميل نفط ثقيل إضافي يوميًا)، باتالا دي سانتا إينيس (50,000 برميل (7,900 م3)) وكاريبيتو (50,000 برميل لكل يوم (7,900 م3/ي) المخصصة لإنتاج الإسفلت). مع هذه المصافي الثلاثة الجديدة وتحسين المصافي الحالية، ستزداد قدرة معالجة PDVSA على الأراضي الفنزويلية إلى 700,000 برميل لكل يوم (110,000 م3/ي) .
5. البنية التحتية: سيتم إنشاء المزيد من مراكز التعبئة وخطوط الأنابيب لضمان إمدادات الوقود للأمة بأكملها. تم التوقيع على اتفاقية بناء خط أنابيب الغاز Transguajiro بين فنزويلا وكولومبيا في عام 2005.[5]
6. التكامل: وفقًا لأهداف هوغو شافيز، يجب استخدام النفط كمورد جيوسياسي يساعد على تكامل شعوب أمريكا اللاتينية ومنطقة البحر الكاريبي. وهكذا أنشأت فنزويلا بتروكاريبي ووقعت اتفاقية بتروسور. وكان من المقرر بناء مصفاة بالقرب من بتروبراس في البرازيل.

### منشآت الإنتاج
سيتم تطوير منشآت الإنتاج من قبل PDVSA بالتعاون مع شركاء أجانب. في جميع الشراكات سوف تمتلك PDVSA نسبة 60%

#### جونين
منشأة جونين 2 قيد التطوير بالتعاون مع بتروفيتنام. حصلت شركة SNC-Lavalin على عقد هندسي في 10 مارس 2010. من المتوقع أن تنتج 200 ألف برميل لكل يوم (32×103 م3/ي) وبحلول عام 2011. سيشمل التطوير أيضًا ترقية خام ثقيل؛ ومع ذلك، لم يتم تحديد تاريخ التكليف الخاص به. تم تطوير منشأة جونين 4 بالتعاون مع CNPC (40٪). من المتوقع أن تنتج 400 ألف برميل لكل يوم (64×103 م3/ي) ؛ ومع ذلك، لم يتم الإعلان عن تاريخ التكليف. تم تطوير منشأة جونين 5 بالتعاون مع Eni (40٪). من المتوقع أن تنتج 75 ألف برميل لكل يوم (11.9×103 م3/ي) بحلول عام 2013 مع تأخر إنتاج 240 ألف برميل لكل يوم (38×103 م3/ي) . سيشمل التطوير مصفاة لتكرير النفط لإنتاج وقود السيارات. تم تطوير منشأة جونين 6 بالتعاون مع مجموعة من شركات النفط الروسية، بما في ذلك Rosneft و Gazprom Neft وLukoil وTNK-BP وSurgutneftegaz . من المتوقع أن تنتج 450 ألف برميل لكل يوم (72×103 م3/ي) ؛ ومع ذلك، لم يتم الإعلان عن تاريخ التكليف.

#### كارابوبو
تم تطوير منشأة كارابوبو 1 بالتعاون مع Repsol YPF (11٪) وPetronas (11٪) وONGC (11٪) وIndian Oil Corporation (3.5٪) و Oil India (3.5٪). وسيكون الإنتاج المتوقع 400 ألف برميل لكل يوم (64×103 م3/ي) بحلول عام 2013. من المتوقع أن يكون برنامج الترقية جاهزًا بحلول عام 2017.
تم تطوير منشأة كارابوبو 3 بالتعاون مع شركة Chevron Corporation (34٪) و Suمنشأة كارابوبو 1elopetrol (1٪) pct وMitsubishi Corporation وInpex (5٪). ويتكون من كارابوبو2 جنوب، و 3، و 5. وسيكون الإنتاج المتوقع 400 ألف برميل لكل يوم (64×103 م3/ي) بحلول عام 2013. من المتوقع أن يكون برنامج الترقية جاهزًا بحلول عام 2017.
سيتم تطوير منشأة كارابوبو 2 بالتعاون مع Rosneft و Corporation Venezolana del Petroleo (CVP) - وهي شركة تابعة لشركة النفط والغاز الحكومية الفنزويلية PDVSA. الاتفاقية، التي وقعها الرئيس التنفيذي لشركة Rosneft ، إيغور سيتشين، ووزير النفط الفنزويلي، رافائيل راميريز رئيس PDVSA بحضور الرئيس هوغو شافيز، تؤسس مشروعًا مشتركًا لتطوير كتلة منشأة كارابوبو 2 في حزام خام أورينوكو الجنوبي الثقيل في فنزويلا.
تنص المذكرة الموقعة على أن حصة Rosneft ستكون 40 بالمائة. ستدفع Rosneft منحة بقيمة 1.1 مليار دولار، تُدفع على قسطين: 440 مليون دولار في غضون عشرة أيام بعد إنشاء المشروع المشترك، والباقي بعد أن تتخذ Rosneft القرار النهائي بشأن المشروع. بالإضافة إلى ذلك، ستصدر Rosneft قرضًا بقيمة 1.5 مليار دولار لبرنامج CVP لمدة خمس سنوات. سيتم تقديم القرض على شرائح لا تزيد عن 300 مليون دولار سنويًا بسعر فائدة سنوي قدره ليبور + 5.5 في المائة. لتطوير منشأة كارابوبو 2، ستستثمر Rosneft ما مجموعه 16 مليار دولار، وفقًا للرئيس التنفيذي Igor Sechin. يبلغ إجمالي احتياطيات منشأة كارابوبو 2 6.5 مليار طن متري من الخام. ومن المتوقع أن يصل إنتاج النفط التجاري في الكتلة إلى 400 ألف برميل يوميًا. قامت Rosneft ، جنبًا إلى جنب مع العديد من شركات النفط الروسية (Gazprom Neft وLukoil وTNK-BP وSurgutneftegaz)، بتشكيل اتحاد لتطوير منشأة جونين 6 لحزام أورينوكو في فنزويلا.

## روابط خارجية
- فاجا بتروليفيرا ديل أورينوكو .
- قسم علوم الأرض، جامعة رايس، حزام النفط الثقيل أورينوكو في فنزويلا (أم النفط الثقيل للإنقاذ؟  .